# Finta
Finta ist eine Gemeinde im Kreis Dâmbovița in der historischen Region Walachei in Rumänien. Gemeindesitz ist Finta Mare.

## Geographische Lage
Die Gemeinde Finta befindet sich im Flachland der Großen Walachei (Muntenia) am linken Ufer der Ialomița. Am Oberlauf der Ialomița und an der Kreisstraße (Drum județean) DJ 720A liegt der Gemeindesitz Finta Mare etwa 28 Kilometer nordöstlich von der Kleinstadt Titu; die Kreishauptstadt Târgoviște befindet sich etwa 35 Kilometer nordwestlich von Finta entfernt.

## Geschichte
Die Geschichte der Besiedlung in der Region reicht bis ins Mittelalter zurück. Auf dem Areal des Ortes Finta Mare – von den Einheimischen Islaz genannt – wurden Funde einer Siedlung gemacht.

## Bevölkerung
2002 wurden in der Gemeinde Finta 4668 Menschen registriert. 4651 davon waren Rumänen, 15 waren Roma, sowie je ein Magyar und ein unbekannt, wurden in Finta registriert.
Am 31. Oktober 2011 wurden bei einer vorläufigen Volkszählung in der Gemeinde Finta in 1578 Haushalten 4126 Menschen gezählt.
Die Hauptbeschäftigung der Bevölkerung ist die Landwirtschaft und die Viehzucht.

## Sehenswürdigkeiten
- In Finta Mare die rumänisch-orthodoxe Kirche Sf. Nicolae, 1721 errichtet und 1851 erneuert, das alte Rathaus, 1910 errichtet, sowie das gesamte Anwesen der Adelsfamilie Hulea, Ende des 19. Jahrhunderts errichtet, stehen unter Denkmalschutz.[3]
- Im eingemeindeten Dorf Gheboaia die Kirche Sf. Dumitru, Cuvioasa Paraschiva, 1856 errichtet, sowie einige Anwesen Ende des 19. Anfang des 20. Jahrhunderts errichtet, stehen unter Denkmalschutz.[3]